# Guy Williams (effettista)
Guy Williams (Greenwood, ...) è un effettista statunitense, candidato a tre Premi Oscar ai migliori effetti speciali.

## Biografia
Guy Williams è nato a Greenwood, in Mississippi. Ha frequentato l'Università statale del Mississippi. Nel 2013, è stato candidato al Premio Oscar ai migliori effetti speciali per The Avengers. Williams è stato candidato anche per Iron Man 3, nel 2014, e Guardiani della Galassia Vol. 2, nel 2018. Attualmente lavora per Weta FX.

## Filmografia

### Cinema
- True Lies, regia di James Cameron (1994)
- Omicidio nel vuoto (Drop Zone), regia di John Badham (1994)
- Batman Forever, regia di Joel Schumacher (1995)
- L'eliminatore - Eraser (Eraser), regia di Chuck Russell (1996)
- Mars Attacks!, regia di Tim Burton (1996)
- Armageddon - Giudizio finale (Armageddon), regia di Michael Bay (1998)
- Wing Commander - Attacco alla Terra (Wing Commander), regia di Chris Roberts (1999)
- Chill Factor - Pericolo imminente (Chil Factor), regia di Hugh Johnson (1999)
- Il Signore degli Anelli - La Compagnia dell'Anello (The Lord of the Rings: The Fellowship of the Ring), regia di Peter Jackson (2001)
- Il Signore degli Anelli - Le due torri (The Lord of the Rings: The Two Towers), regia di Peter Jackson (2002)
- Il Signore degli Anelli - Il ritorno del re (The Lord of the Rings: The Return of the King), regia di Peter Jackson (2003)
- Io, robot (I, Robot), regia di Alex Proyas (2004)
- King Kong, regia di Peter Jackson (2005)
- X-Men - Conflitto finale (X-Men: The Last Stand), regia di Brett Ratner (2006)
- Eragon, regia di Stefen Fangmeier (2006)
- Le cronache di Narnia - Il principe Caspian (The Chronicles of Narnia: Prince Caspian), regia di Andrew Adamson (2008)
- Avatar, regia di James Cameron (2009)
- A-Team, regia di Joe Carnahan (2010)
- I fantastici viaggi di Gulliver (Gulliver's Travels), regia di Rob Letterman (2010)
- X-Men - L'inizio (X-Men: First Class), regia di Matthew Vaughn (2011)
- The Avengers, regia di Joss Whedon (2012)
- Iron Man 3, regia di Shane Black (2013)
- Hunger Games: La ragazza di fuoco (The Hunger Games: Catching Fire), regia di Francis Lawrence (2013)
- Guardiani della Galassia Vol. 2 (Guardians of the Galaxy Vol. 2), regia di James Gunn (2017)
- Gemini Man, regia di Ang Lee (2019)
- Lilli e il vagabondo (Lady and the Tramp), regia di Charlie Bean (2019)
- The Suicide Squad - Missione suicida (The Suicide Squad), regia di James Gunn (2021)
- The Batman, regia di Matt Reeves (2022)
- Guardiani della Galassia Vol. 3 (Guardians of the Galaxy Vol. 3), regia di James Gunn (2023)

### Televisione
- Dalla Terra alla Luna (From the Earth to the Moon) - miniserie TV, 8 episodi (1998)
- Peacemaker - serie TV, 8 episodi (2022)
- She-Hulk: Attorney at Law - miniserie TV, 2 episodi (2022)

## Riconoscimenti
- Premio Oscar
  - 2013 - Candidatura ai migliori effetti speciali per The Avengers[3]
  - 2014 - Candidatura ai migliori effetti speciali per Iron Man 3[4]
  - 2018 - Candidatura ai migliori effetti speciali per Guardiani della Galassia Vol. 2[5]
- Premi BAFTA
  - 2013 - Candidatura ai migliori effetti speciali per The Avengers
  - 2014 - Candidatura ai migliori effetti speciali per Iron Man 3